# April 2006
| April 2006 |
| Månader under 2006: Januari · Februari · Mars · April · Maj · Juni · Juli · Augusti · September · Oktober · November · December ← December 2005 · Januari 2007 → |

## Händelser

### 2 april
- Teleteknikföretagen Alcatel och Lucent meddelar att de tänker gå samman.[1]

### 3 april
- Investor och EQT lägger ett bud på det medicintekniska företaget Gambro som innebär att det köps ut från börsen.[2]

### 4 april
- Thaksin Shinawatra avgår som Thailands premiärminister.
- Vodafone Sverige meddelar att företaget byter namn till Telenor.[3]

### 5 april
- Kabel-tv-bolaget Com Hems ägare meddelar att de köper konkurrenten UPC Sverige.[4]

### 10 april
- Frankrikes president Chirac meddelar att det nyligen införda förstaanställningskontraktet för ungdomar avskaffas, efter omfattande protester.

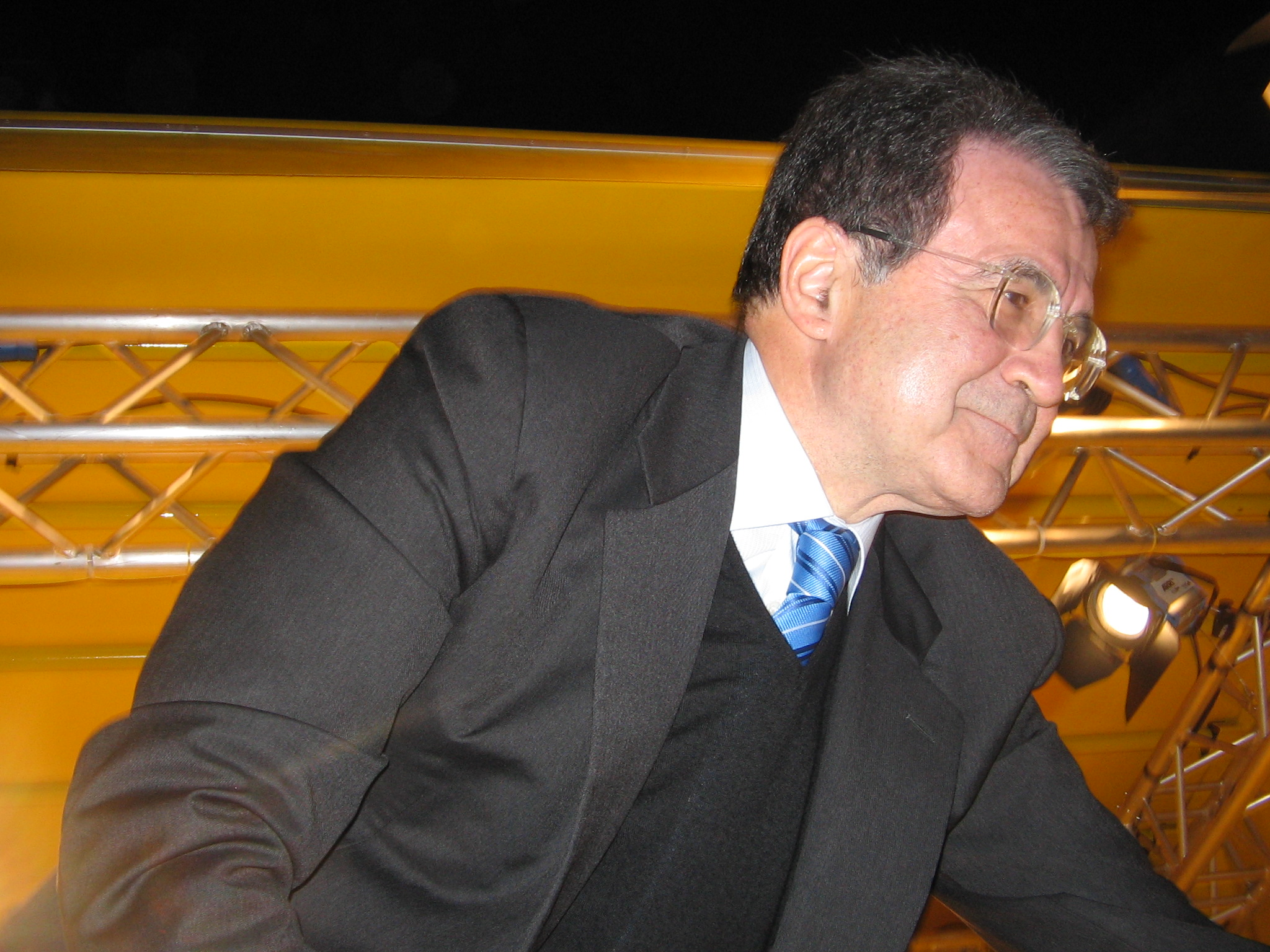
Romano Prodi.

### 11 april
- Romano Prodi utropar sig natten mot tisdagen till segrare i det italienska valet.
- Bernardo Provenzano, ledare för Cosa Nostra-maffian, efter flera decennier på flykt.

### 16 april
- Svåra översvämningar drabbar bl.a. Tjeckien, Ungern, Serbien, Rumänien och Bulgarien när Elbe och Donau med biflöden når sina högsta nivåer på 100 år. (16/4)

### 21 april
- Kung Gyanendra av Nepal meddelar att han avser återinstifta landets parlament efter omfattande protester mot det kungliga enväldet. (21/4)

### 22 april
- Den misstänkte Hagamannen erkänner sex av överfallen. (22/4)

### 24 april
- Ett bombattentat i Dahab i Egypten dödar minst 30 och skadar ca 160 personer. (24/4)

### 30 april
- National Domestic Workers Day firas för första gången i Filippinerna.[5].

### Fotnoter
1. ↑  ”Två telekomföretag blir ett”. Ekot. 2 april 2006. http://sverigesradio.se/sida/artikel.aspx?programid=83&artikel=829169.
2. ↑  ”Gambro köps upp av Investor”. Ekot. 3 april 2006. http://sverigesradio.se/sida/artikel.aspx?programid=83&artikel=830081.
3. ↑  ”Vodafone byter namn”. Ekot. 4 april 2006. http://sverigesradio.se/sida/artikel.aspx?programid=83&artikel=830931.
4. ↑  ”Comhem köper UPC Sverige”. Ekot. 5 april 2006. http://sverigesradio.se/sida/artikel.aspx?programid=83&artikel=831797.
5. ↑  ”National Domestic Workers Day: Proclamation No. 1051” (på engelska). International Labour Organization. 11 mars 2005. http://www.ilo.org/manila/whatwedo/publications/WCMS_125300/lang--en/index.htm. Läst 18 september 2012.